# 插畫

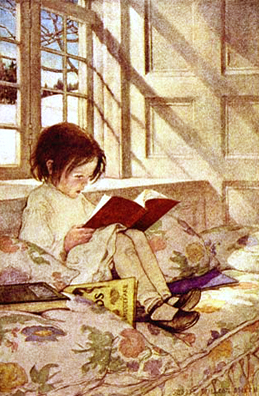
知名兒童插畫家潔西·威克斯·史密斯的作品。

插畫（illustration）又稱插圖。此詞的定義不一，解釋繁多，就功能面陳述，插畫是將文字內容、故事或思想以視覺化的方式呈現。
一般來說，插畫與其他純藝術的最大分野之處不只在於有文字的敘說性，其背後目的還有具體的商業市場和特定對象，所以插畫較純藝術來說，更有著視覺傳達的大眾傳播性。也因此舉凡美術的相關設計，如文字編排、空間的表現、線條的變化或是媒材的使用都比其他類的藝術創作來的更加多元，才能以多向地「視覺：非語言型式」（Visual）來傳播「語言」（Verbal）的深層意涵。
也因此插畫的應用十分廣泛，凡書籍、雜誌、報紙、說明書、小說、教科書等刊物，在文字中插入的裝飾文案、繪畫，都統稱為插畫。總地來說，插畫是一種結合藝術創作與文字(非語言和語言)的藝術表現，有著「敘說」內在思維的傳播性。插畫可包括手繪插畫、數碼插畫或Logo設計等等。 
Illustrated Book指有插圖的書，意指一本厚厚的書，裡面有10張插圖，圖文並非完全連結，和每頁插圖具連貫性的繪本（Picture Book）不同。

## 功能
1. 詮釋或加強文本的主題內容。
2. 對於文學作品，能清晰地表达故事中的場景與角色。
3. 對於教學圖物，能將抽象概念具體化或實作的步驟圖解，而利於學習。
4. 將文本的內在情感圖像化，直接與讀者溝通交流。

## 媒材

### 前言
- 儘管插畫的創作媒材多變且多元，但有一共同點就是透過這些媒材的使用將可塑造一畫面的氣氛與情感，從而傳達出作品的意象。意即，一媒材的使用可看出創作者如何營造與詮釋文本或創作者本身所欲表達的概念。

### 重要媒材
- 線條：「線條」是繪畫最基本的表現手法，插畫家往往利用線條的勾勒來創作出心裡想要表達的畫面，而這常是呈現出畫者個性與畫風的最基本要素之一。線條的使用不只可以變換光影的明暗、物體的立體感、動態的顯現，也可以營造觀賞者對畫面空間的知覺，如水平與垂直線給人穩定感；斜線給人不平衡感等等。
- 其他媒材：可以是渲染表現，在線描圖形上加上單色渲染效果和以毛筆渲染出抽象效果；平面表現，運用分割、直線與色彩的反覆創造出平面與單純化效果；拼貼表現，利用圖片、照片、文字或其他材料重新組合圖面。當然還有版畫、油畫、水彩、針筆、麥克筆、日用品、電腦繪圖…等等多元的媒材。

## 構圖

### 前言
- 構圖之於插畫家就像取景之於攝影師，取甚麼樣的景，要怎麼安排景，都會影響插圖所要傳達給閱讀者的意涵和情境。以下舉幾個重要的構圖要點：

### 要點
- 類似構圖：藉由畫面上重複的形體或相似比例的形狀和線條，來示意主題。
- 視點：即觀賞畫面的角度，經由透視原理來營造(包括單點透視、兩點透視等等)。視點的取決亦會影響主題的呈現，例如單點透視的中心往往是主題所在。
- 圖地關係：指人類的視覺會把視覺對象從背景浮現出來，浮現出的即為圖，其餘的周圍背景稱為地。依照王秀雄的說法，下列有幾點要素易成圖：「小面積的、居於下方的、對稱的、凸的、單純的、水平或垂直的，及具有動感的。」按圖地關係，「圖」常常即為一插圖中的主題。
- 均衡：可分為對稱與不對稱，對稱均衡就是一軸線下畫面兩邊的均衡；不對稱均衡是左右物體在不對稱的情況下又達到均衡的效果。
- 對比：可以是顏色的對比或是比例大小的對比，他可以造成一種反差效果。例如要呈現依據有衝突性與對立感的主題，即可使用此法。
- 動勢：指的是人的視線在畫面中的走向，動勢的設計會有引領觀賞者走入主題之感。由於閱讀西方文字的方式是由左至右然後由上至下的模式，因此動勢的安排最好依照「Z」字型的法則，才能達到最好的效果。
- 留白：源自水墨畫，能營造出想像與意境的擴充，亦是圖地關係原理的應用，能讓畫面具有穩定感。

## 相關連結
- 台灣插畫師協會 （页面存档备份，存于）
- 香港插畫師協會 （页面存档备份，存于）
- 日本插畫師協會 （页面存档备份，存于）
- 新加坡插畫師協會 （页面存档备份，存于）
- 中國插畫師協會 （页面存档备份，存于）
- 美國插畫師協會 （页面存档备份，存于）
- 插畫交流網站 - pixiv（页面存档备份，存于）
- Banana Portal 接蕉喇（香港插畫freelance 指南）
- Myskill （页面存档备份，存于）（Myskill drawing freelance）
- KJM （页面存档备份，存于）（KJM drawing freelance）